# Belasjtitsa
Belasjtitsa (bulgariska: Белащица) är ett distrikt i Bulgarien.   Det ligger i kommunen obsjtina Rodopi och regionen Plovdiv, i den centrala delen av landet, 150 kilometer sydost om huvudstaden Sofia.
Trakten runt Belasjtitsa består till största delen av jordbruksmark. Runt Belasjtitsa är det ganska tätbefolkat, med 80 invånare per kvadratkilometer.